# Ilmviadukt (Weimar)
Das Ilmviadukt, auch Sechsbogenbrücke genannt, ist eine Eisenbahnbrücke in Weimar (Thüringen). Das Viadukt hat sechs Bögen und führt die Bahnstrecke Weimar–Gera mit zwei Gleisen zwischen den Streckenkilometern 1,364 und 1,519 über die Ilm und den Ilmtal-Radweg am Webicht zwischen Weimar und Tiefurt. Die Gewölbebrücke ist die größte der Weimarer Brücken und ein technisches Denkmal.

## Geschichte
Für die etwa 60 km lange Eisenbahnstrecke von Weimar über Jena nach Gera musste über das Ilmtal ein Viadukt errichtet werden. Die Strecke verband das Herzogtum Sachsen-Weimar-Eisenach, das Herzogtum Sachsen-Meiningen und das Fürstentum Reuß jüngerer Linie miteinander.
Baubeginn war 1873. Die veranschlagte Bauzeit war zwei Jahre. Doch die Einweihung konnte erst am 29. Juni 1876 stattfinden, da kurz vor der Einweihung Wolkenbrüche den Baugrund derart aufweichten, dass die Stabilität nicht sichergestellt war und es zu teilweisen Einstürzen kam. Kurz davor verliefen die Bauarbeiten noch planmäßig. Selbst vor der verspäteten Einweihung war dieselbe fraglich, da abermalige starke Regenfälle den Untergrund unter den Schienen aufzuweichen drohten und eine Rutschfläche bildeten. Da war es so, dass die Schwellen teils „halb in der Luft schwebten“.
Nach dem Zweiten Weltkrieg ließ die sowjetische Besatzungsmacht ein Streckengleis abbauen, sodass die Brücke nur noch eingleisig befahrbar war. Eine einseitige Belastung des Bauwerks war die Folge. Darum führte die Deutsche Reichsbahn 1971 Sanierungsarbeiten aus. In den Jahren 2015/16 wurde das zweite Gleis wieder aufgebaut.
Das Ilmviadukt steht auf der Liste der Kulturdenkmale in Weimar.

## Konstruktion
Einer steinernen Brücke gab man aus wirtschaftlichen Gründen den Vorzug vor einer eisernen. Für die Errichtung des Bauwerks veranschlagten die Planer 150.000 bzw. 260.000 Kubikmeter Schüttmaterial. Die Brücke hat eine Gesamtlänge von 155 m und eine Höhe von 37,5 m über der Flusssohle der Ilm. Die beiden Mittelbögen haben eine lichte Weite von 21 m, die zwei jeweils links und rechts davon befindlichen von 16 m. Die Fundamente sind in einer Tiefe von 2,5 bis 4 m gegründet und treppenartig angelegt um die große Last zu tragen.
Die Sockel und das innere Mauerwerk der Pfeiler sind aus festem Kalkstein aus der Umgebung, während die Verkleidung aus Freyburger Schaumkalk ist, verbunden mit Binderschichten aus Nebraer Sandstein.